# Lean Left
Lean Left est un quatuor d'improvisateurs composé de :
- Ken Vandermark, un saxophoniste américain originaire de Warwick,
- Paal Nilssen-Love, un batteur norvégien originaire de Molde,
- Terrie Ex, un guitariste néerlandais né Terrie Hessels,
- Andy Moor, un guitariste anglais originaire de Londres,

ces deux derniers étant de longue date les guitaristes du célèbre groupe néerlandais The Ex.
Sur les premiers albums de Lean Left, le nom du groupe était pour cette raison suivi de la mention the Ex guitars meet Nilssen-Love / Vandermark duo.
En effet, Ken Vandermark et Paal Nilssen-Love jouent ensemble depuis le début des années 2000 et avaient sorti trois albums sous le nom de Nilssen-Love / Vandermark Duo avant que le premier disque de Lean Left ne soit enregistré.
Lean Left s'est notamment produit aux Pays-Bas, en Allemagne, en Italie, en France, au Royaume-Uni et aux États-Unis.

## Discographie
- Volume 1 (Smalltown Superjazzz, 2009)
- Volume 2 (Smalltown Superjazzz, 2010)
- Live at Cafe Oto (Unsounds, 2012)
- Live at Cafe Oto Day One with Ab Baars (nl) (Catalyctic Sound, 2012)
- Live at Cafe Oto Day Two with Steve Noble (de) (Catalyctic Sound, 2012)
- Live at Area Sismica (Catalyctic Sound, 2014)
- I Forgot To Breathe (Trost records, 2017)